# Nucli magnètic
El nucli magnètic és un component fonamental de ginys elèctrics com electroimants, transformadors, inductors o de qualsevol màquina elèctrica, al voltant del qual hi ha un enrotllament de fil conductor. La seva funció és la d'incrementar la força i els efectes del camp magnètic que produeix el corrent elèctric. Les propietats del giny que conté el nucli magnètic dependran dels següents factors:
- la geometria del nucli magnètic
- el nombre de ranures del circuit magnètic
- les propietats del material del nucli (especialment permeabilitat i histèresi).
- la temperatura a la que treballa el nucli
- la possible laminació del nucli per reduir els corrents paràsits o de Focault.

## Estructures habituals utilitzades com a nuclis magnètics

### Barra recta cilíndrica
Habitualment de ferrita o un material similar, s'utilitza als aparells de ràdio com a sintonitzador i inductor. La barreta se situa al centre de la bobina i petits ajustaments de la seva posició varien la inductància donant una manera precisa d'ajustar-la. Sovint la barreta presenta forma de cargol per facilitar l'ajustament amb un tornavís. Als circuits de ràdio s'acostuma a fixar la posició amb cera o reïna un cop s'ha ajustat.
La presència d'un nucli amb alta permeabilitat incrementa la inductància però el camp encara s'estendrà per l'aire als extrems de la barra. El recorregut a través de l'aire assegura que l'inductor continuï essent linear. En aquest tipus d'inductor es presenten interferències electromagnètiques que en determinades situacions poden ser un problema.

### Nucli en forma de "I"
És un nucli idèntic a la barra però en forma prismàtica, no s'acostuma a utilitzar sol sinó en combinació amb altres nuclis.

### Nucli en forma de "C" o "U"
Els nuclis en forma de "C" o "U" són la solució més simple per formar un circuit magnètic tancat si s'utilitzen en combinació de nuclis en forma d'"I" o d'altres en forma de "C" o "U".

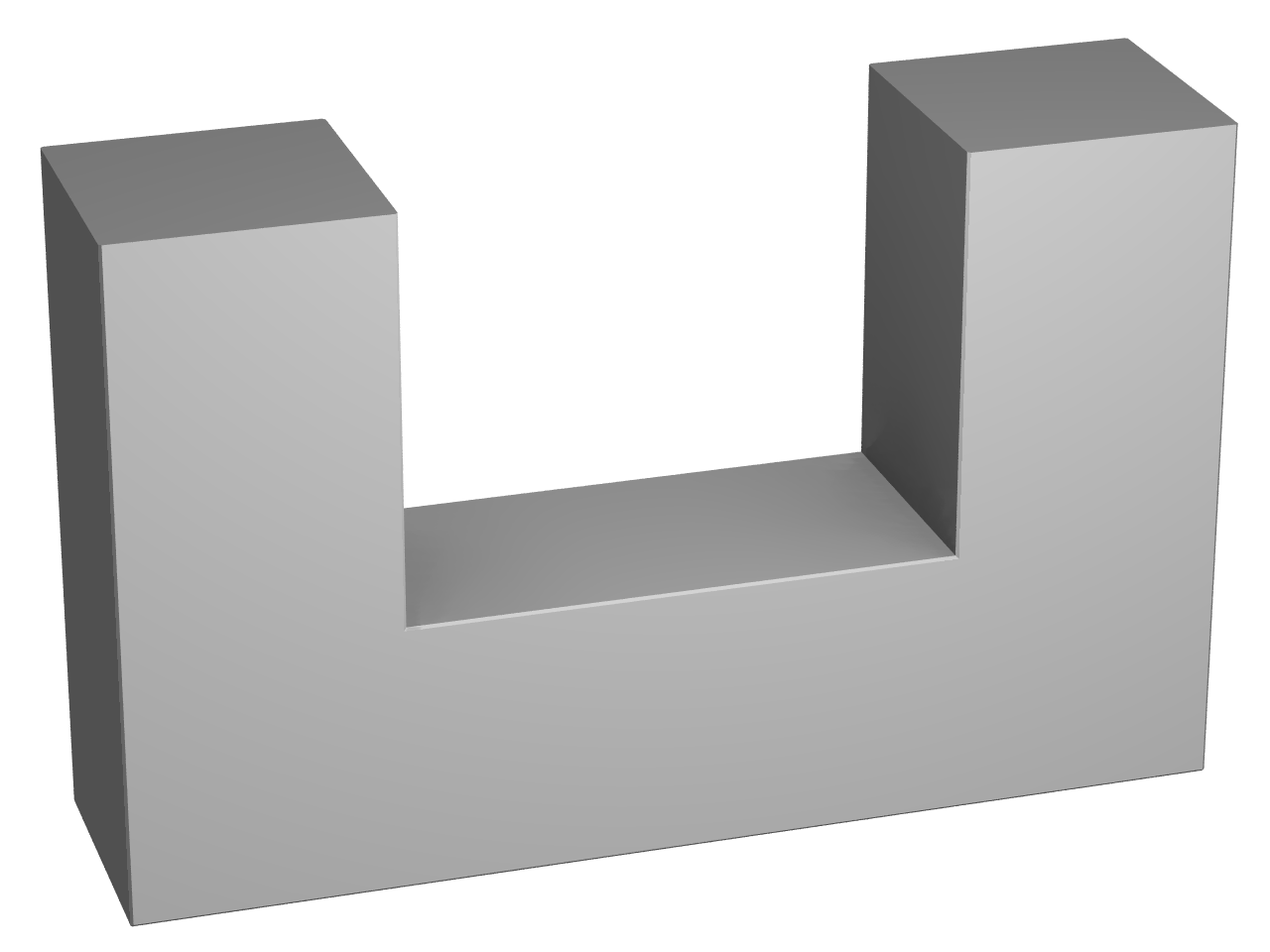
Un nucli en forma d'U, amb arestes punxegudes
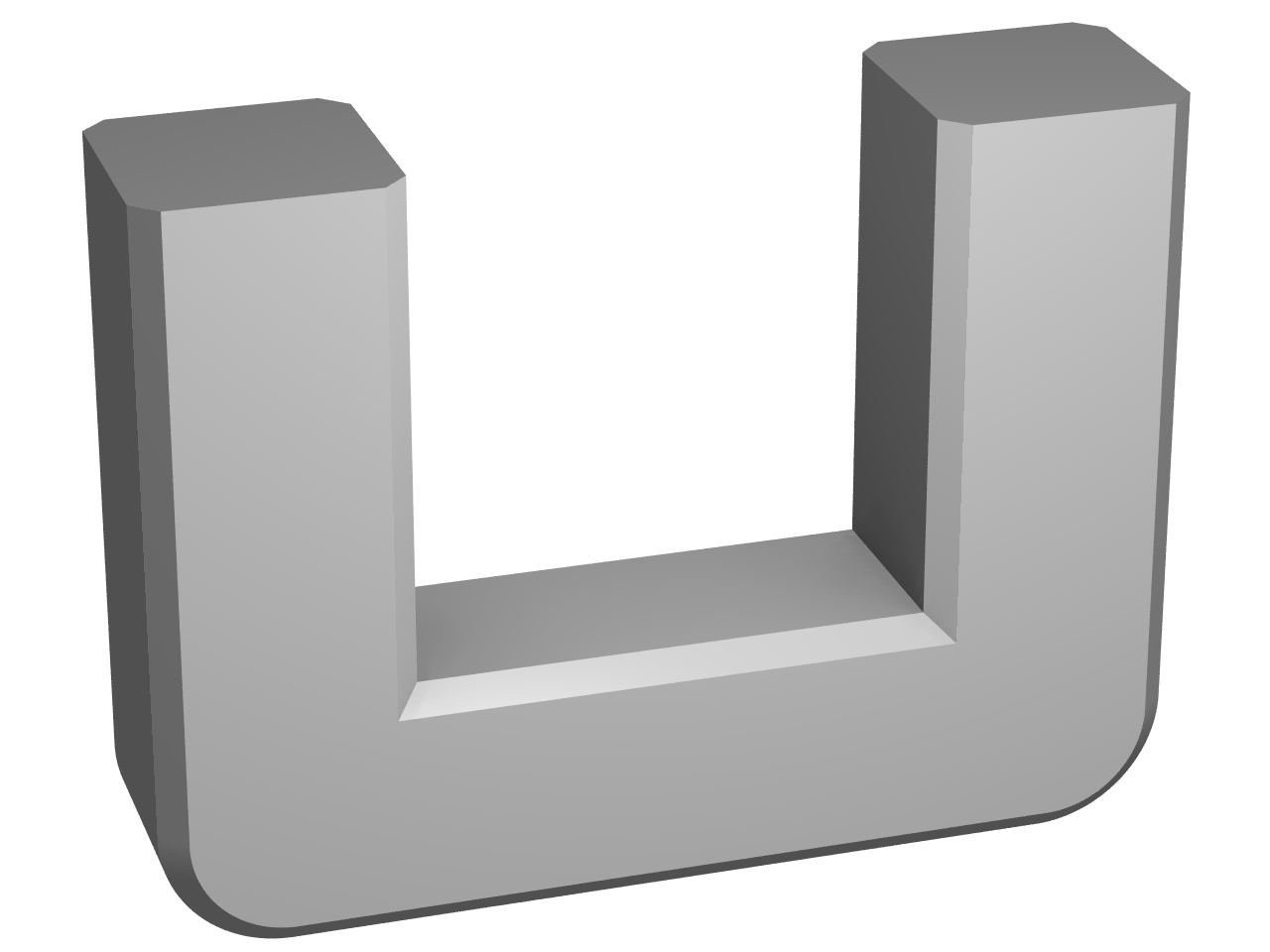
Un nucli en forma de C, amb arestes arrodonides

### Nucli en forma d'"E"
Els nuclis en forma d'E són les solucions més simètriques per tal de formar circuits magnètics tancats. Habitualment el circuit elèctric envolta la barra central de la E, que té una àrea doble que la de les altres dues individualment.

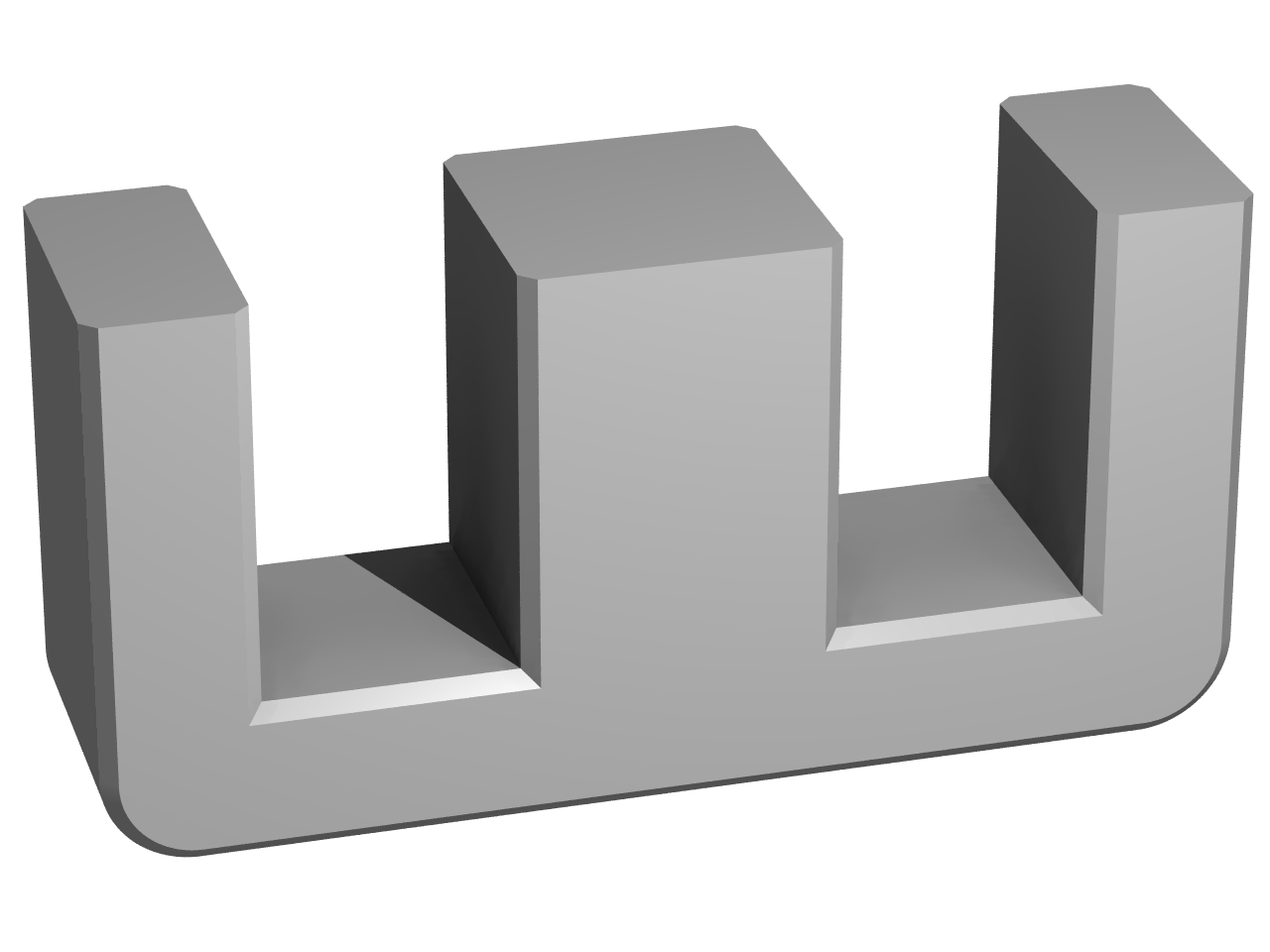
Nucli clàssic en forma d'"E"
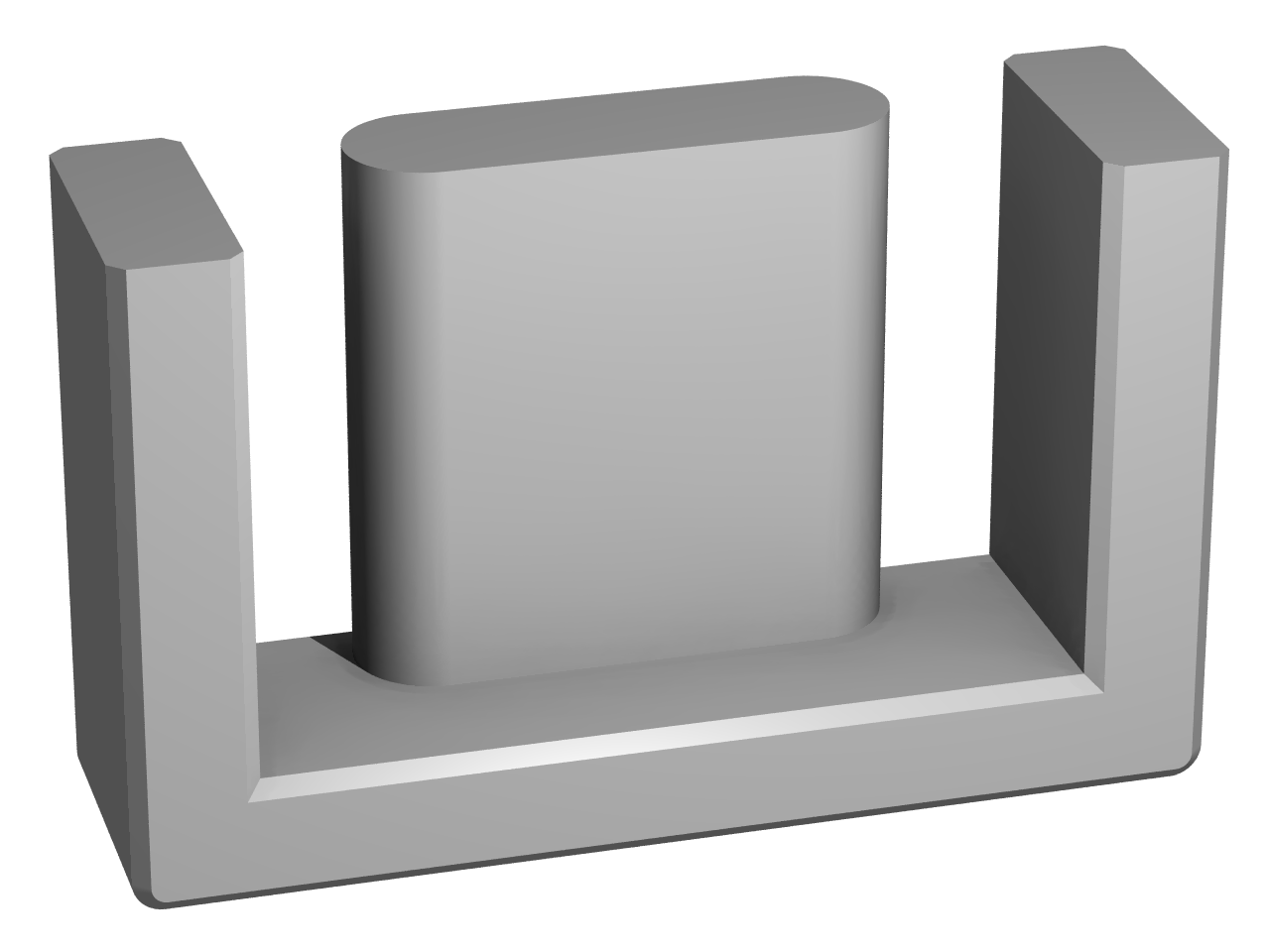
El nucli EFD permet la construcció d'inductors o transformadors de perfil baix
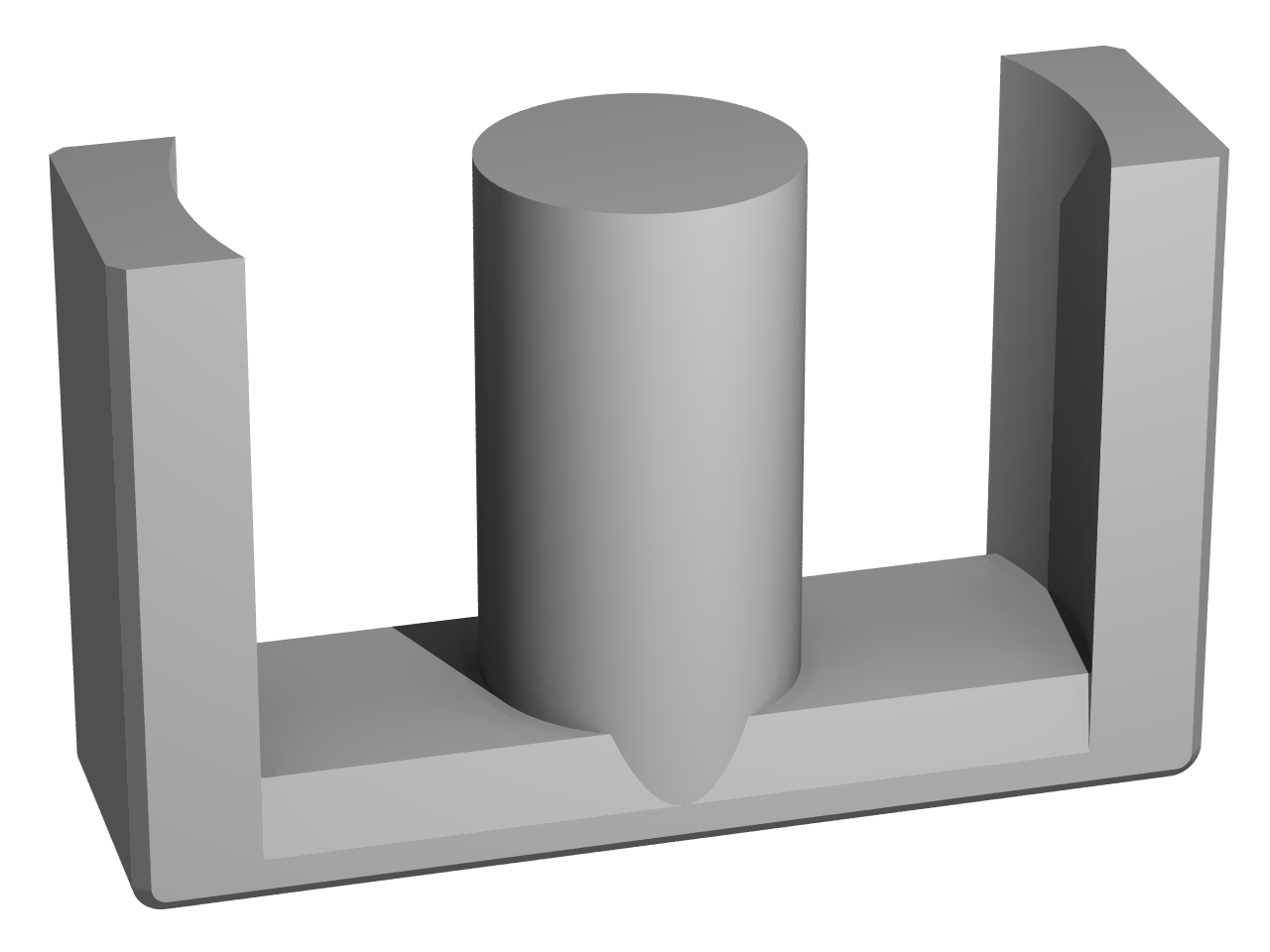
El nucli ER presenta una barra central cilíndrica
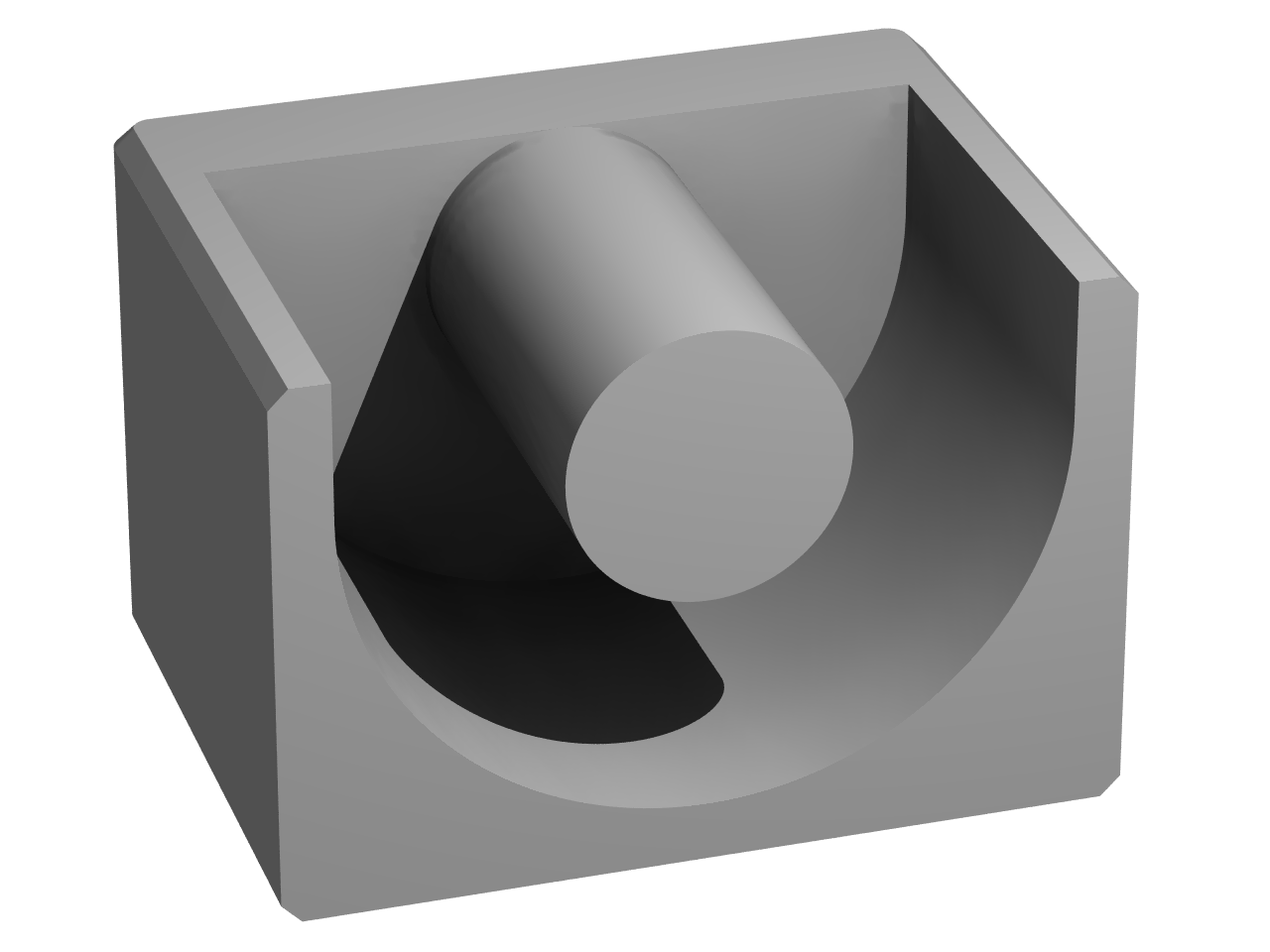
El nucli EP és una barreja entre la forma d'E i un nucli en forma de copa

### Nucli de làmines en forma d'"E" i d'"I"
Aquest tipus de nucli es forma amb làmines de ferro tallades en forma de "E" i "I" que són apilades per formar un paquet i amb les "I"s a la part oberta de les "E"s per tal de formar una estructura en tres dimensions; l'enrotllament es pot fer qualsevol de les tres columnes, però s'acostuma a fer a la del centre. aquest tipus de nucli és molt utilitzat en transformadors, autotransformadors i inductors.

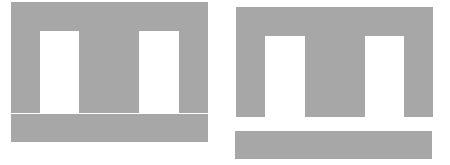
Làmines en forma d'E i d'I
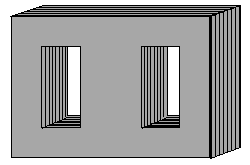
El nucli que en resulta

### Parella de nuclis en E
S'utilitza amb nuclis de ferro, és similar a la utilització combinada de nuclis en E i I, s'utilitza un parell de nuclis en forma d'E enfrontats de manera que es pot fer un enrotllament llarg i produir un inductor o un transformador llarg. Si és necessari que hi hagi una ranura, la barra central de les E s'escurcen i es fa la ranura al mig del bobinat per tal de minimitzar els camps magnètics laterals i reduït les interferències electromagnètiques.

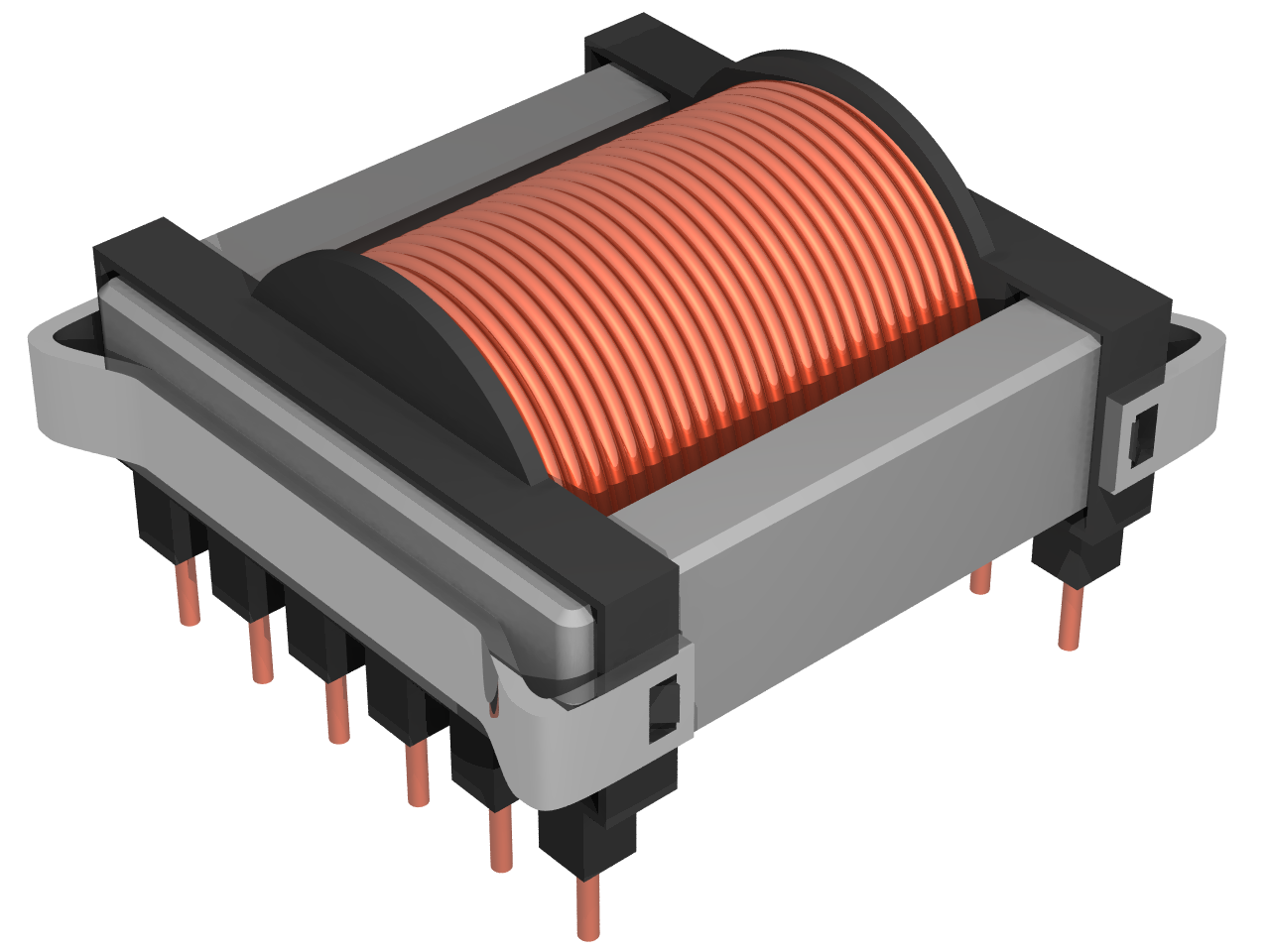
Construcció d'un inductor amb dos nuclis de tipus ER. La bobina té uns terminals per a soldar-la al circuit imprès.
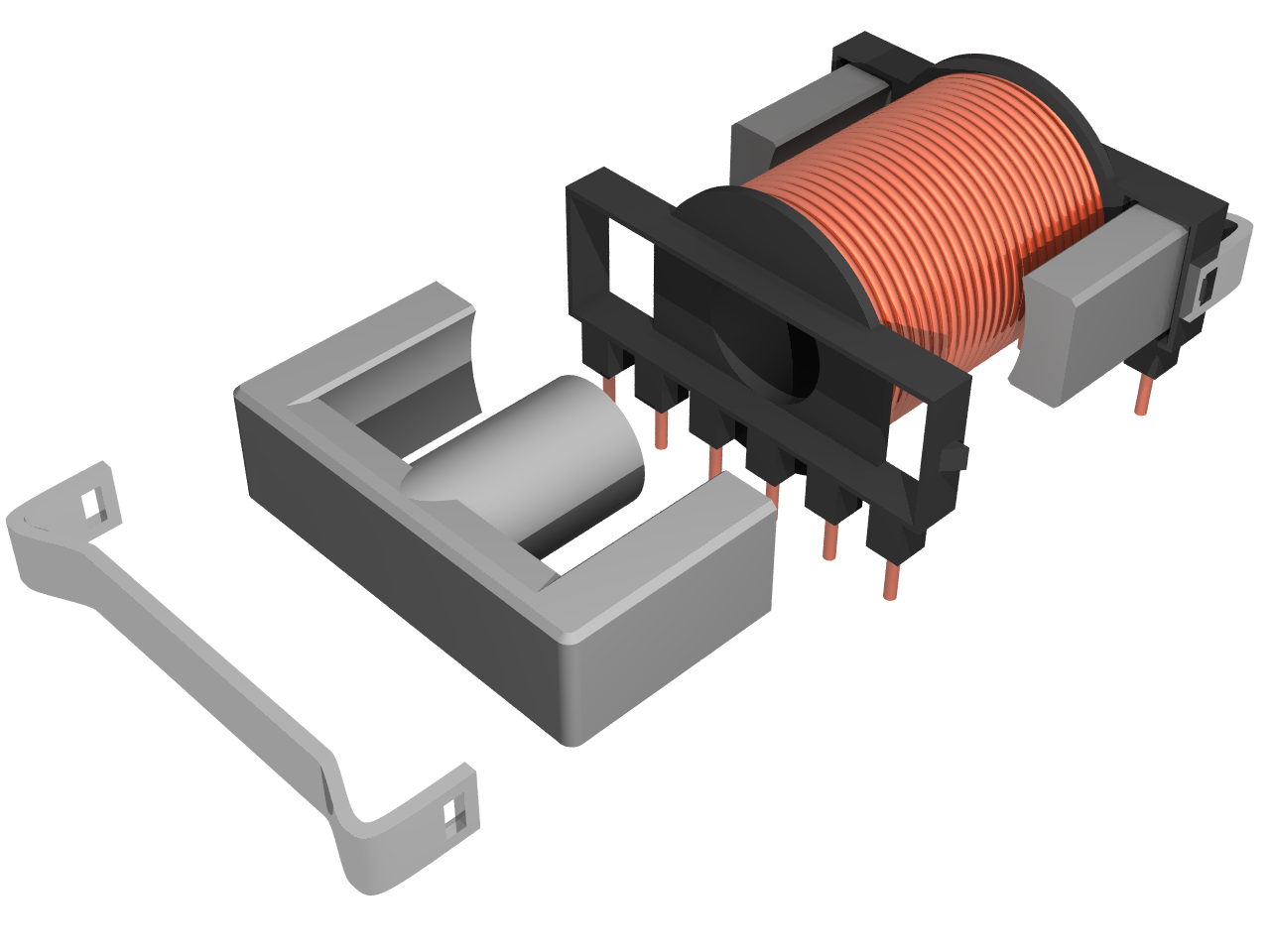
Vista de la construcció de l'inductor

### Nucli en forma de copa o pot
Habitualment són de ferrita o un material similar i s'utilitzen en inductors i transformadors. La forma és rodona amb un buit interior que gairebé envolta l'enrotllament. Habitualment aquest tipus de nucli es fa amb dues meitats que encaixen. Aquest disseny de nucli fa d'escut contra les radiacions i reduint les interferències electromagnètiques.

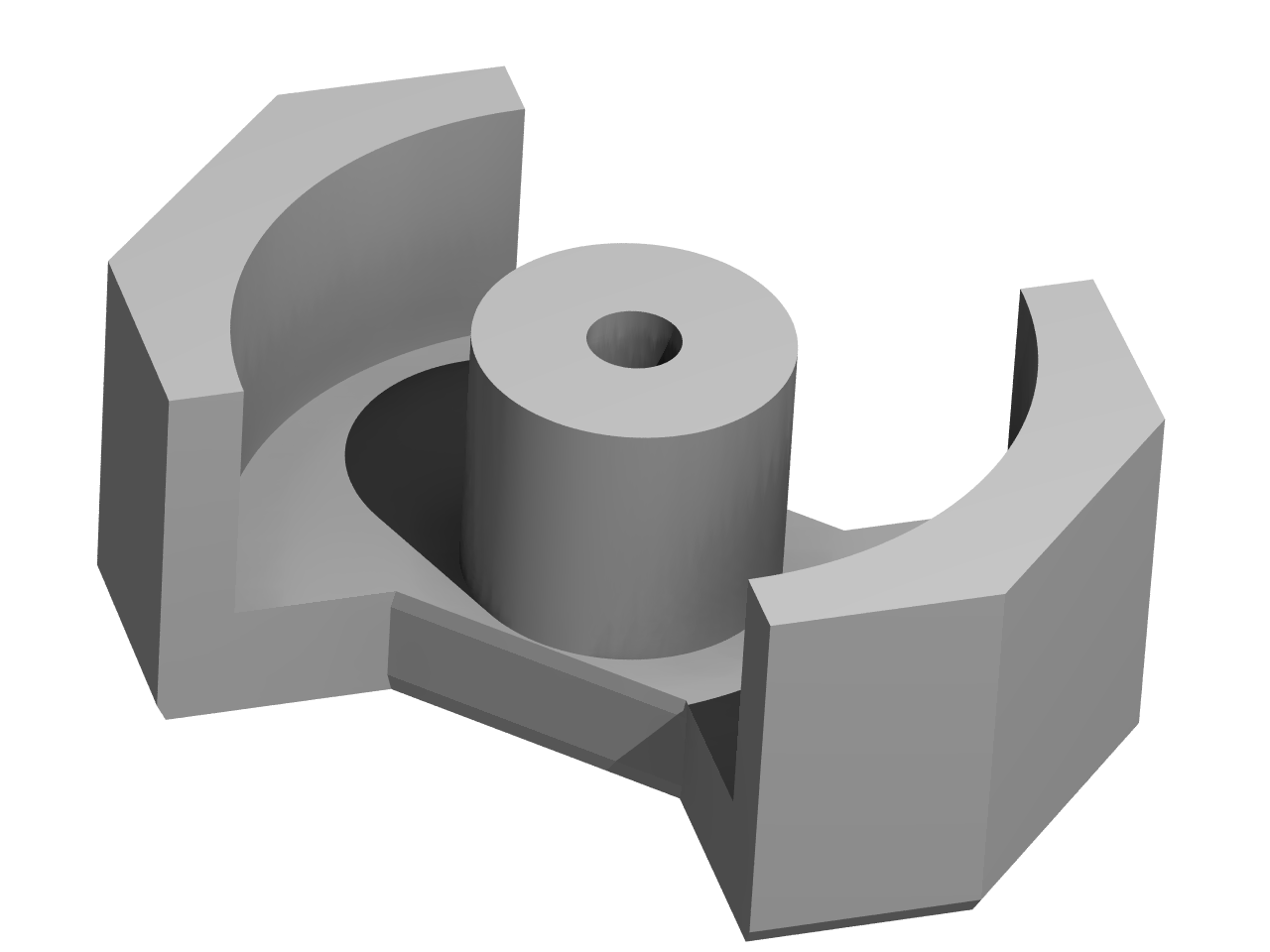
Un nucli en forma de pot

### Nucli toroïdal

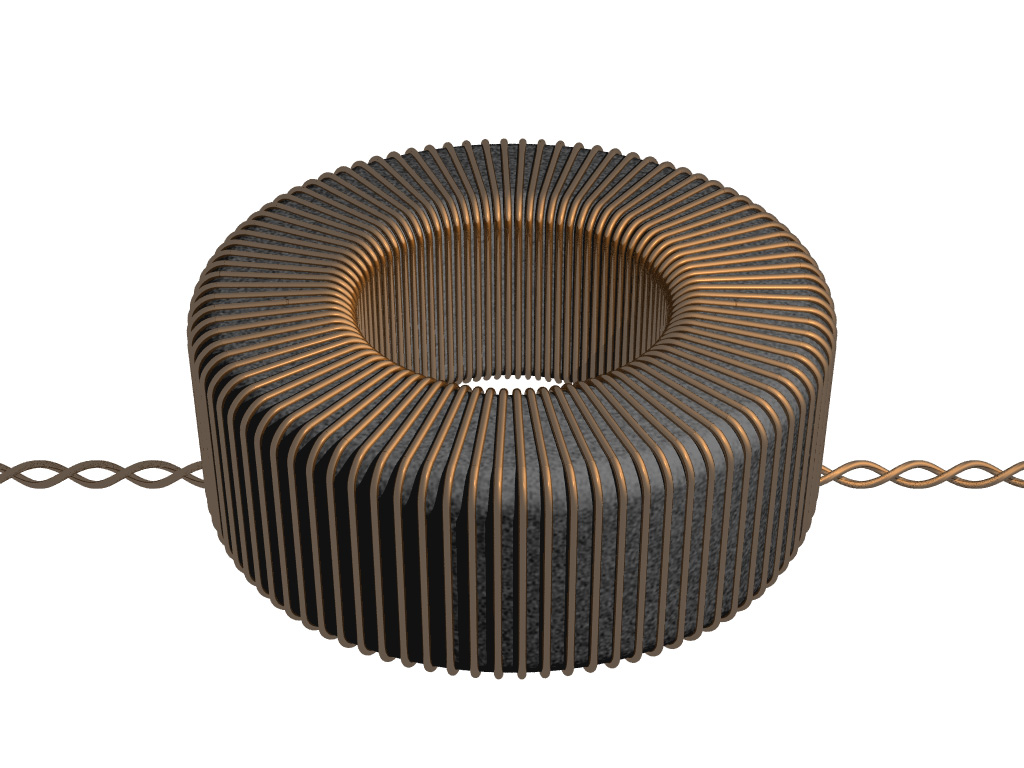
Inductor bobinat sobre un toroide ferrita com a nucli

Aquest disseny es basa en un toroide. L'enrotllament es fa passant pel forat del centre del toroide, l'ideal és que ocupi tota la circumferència. Aquesta geometria converteix el camp magnètic en un bucle únic i manté la major part del camp tancat dins del material del nucli. Això possibilita fer transformadors amb una alta eficiència energètica i una baixa radiació que són molt populars en els amplificadors d'alta fidelitat on són desitjables prestacions com potència, petit volum i poques interferències electromagnètiques. Tanmateix és més difícil de fer l'enrotllament del circuit elèctric al seu voltant que en el cas dels nuclis que tenen parts separables (com els formats per dos elements en forma d'E), en conseqüència, la producció automatitzada requereix una maquinària molt específica.

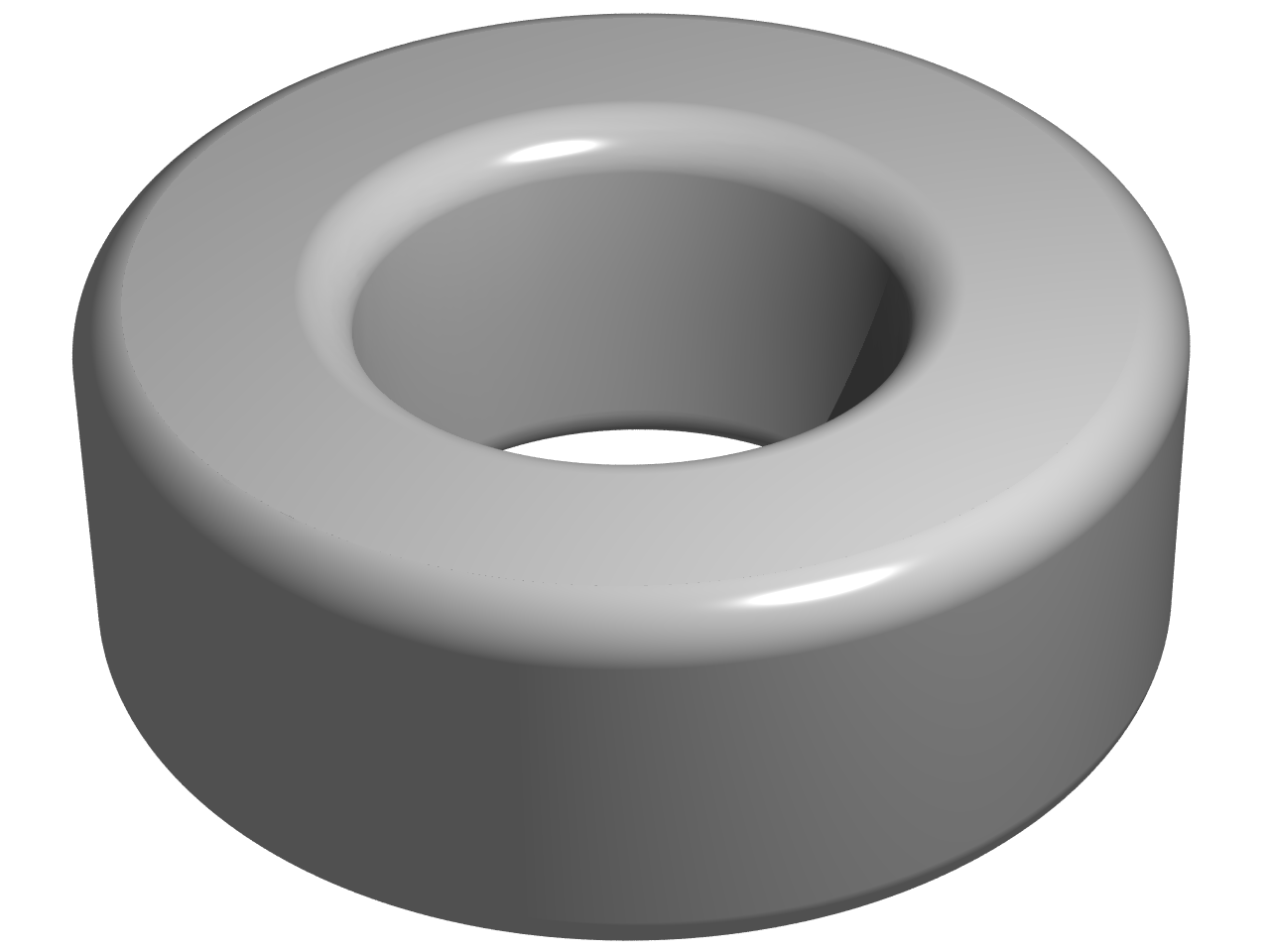
Nucli toroïdal

### Nucli pla
Un nucli pla consisteix en dues peces planes de material magnètic, una per sobre i l'altra per sota de l'enrotllament. habitualment s'utilitza amb un enrotllament pla que és part del circuit imprès. Aquest disseny és ideal per a la producció en massa i permet transformadors de gran potència i poc volum que poden ser construïts a baix preu. No és tan ideal com el nucli toroïdal o en forma de pot però el seu preu de producció és molt més petit.

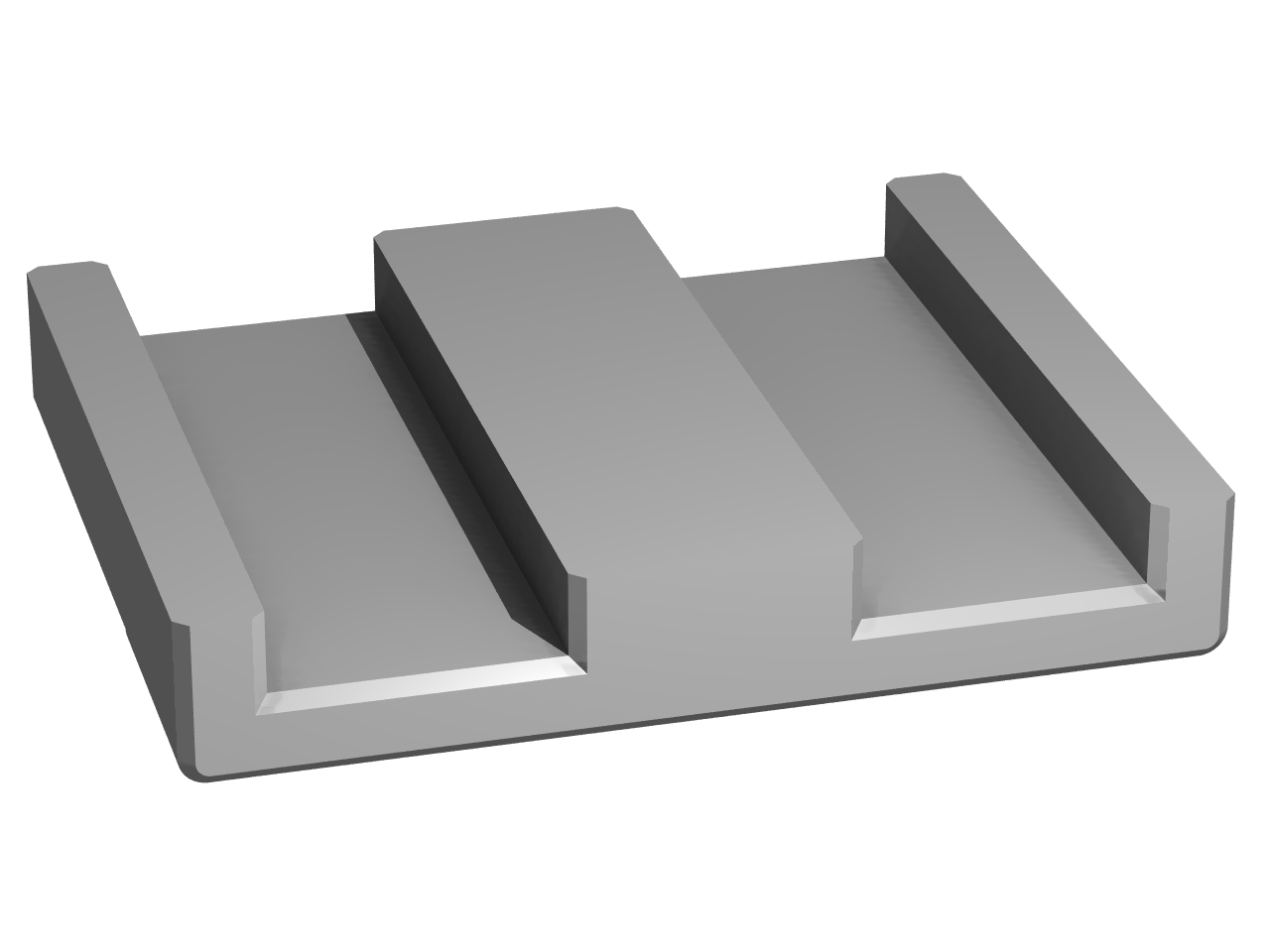
Un nucli pla en forma d'E
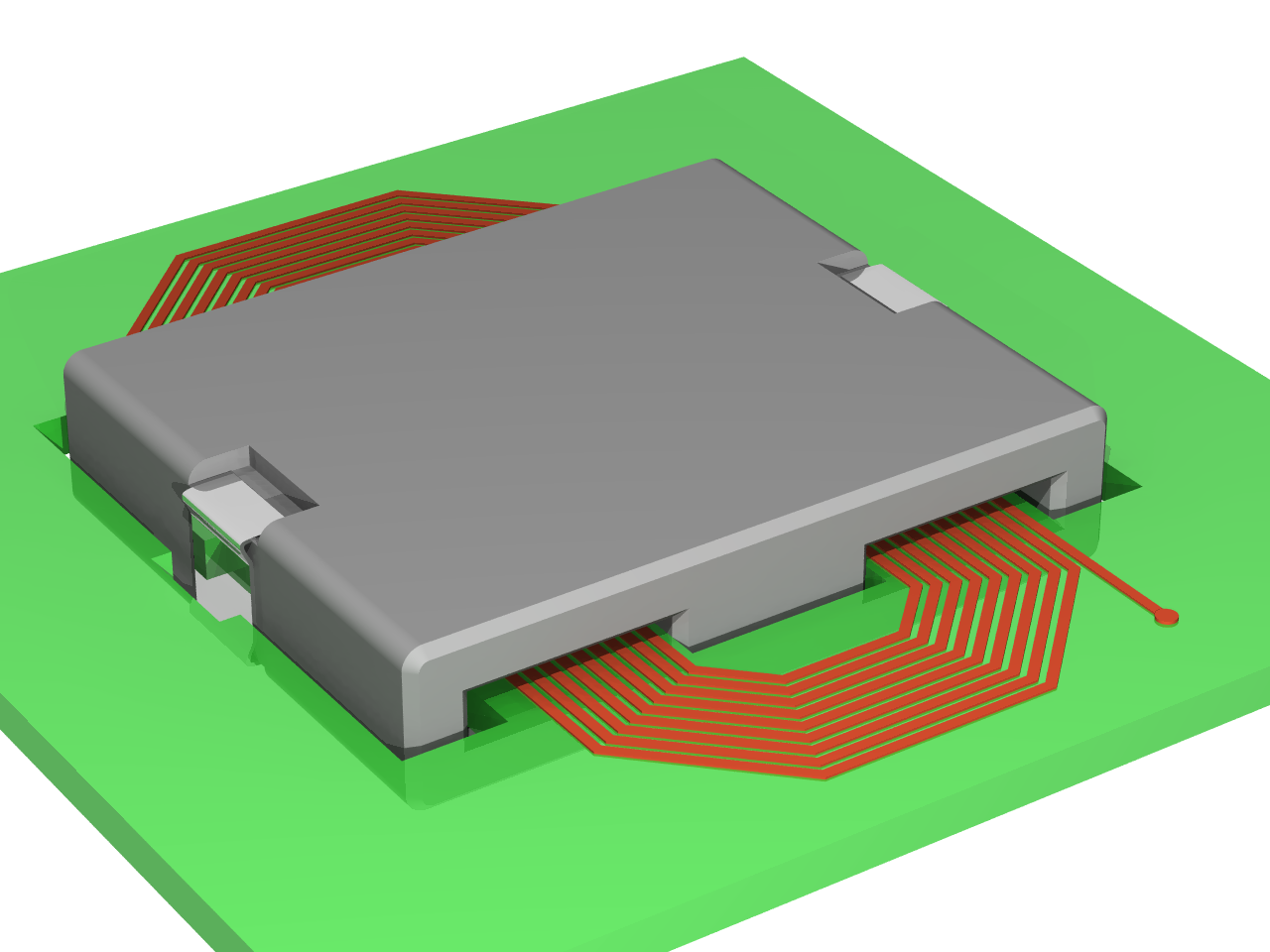
Un inductor pla
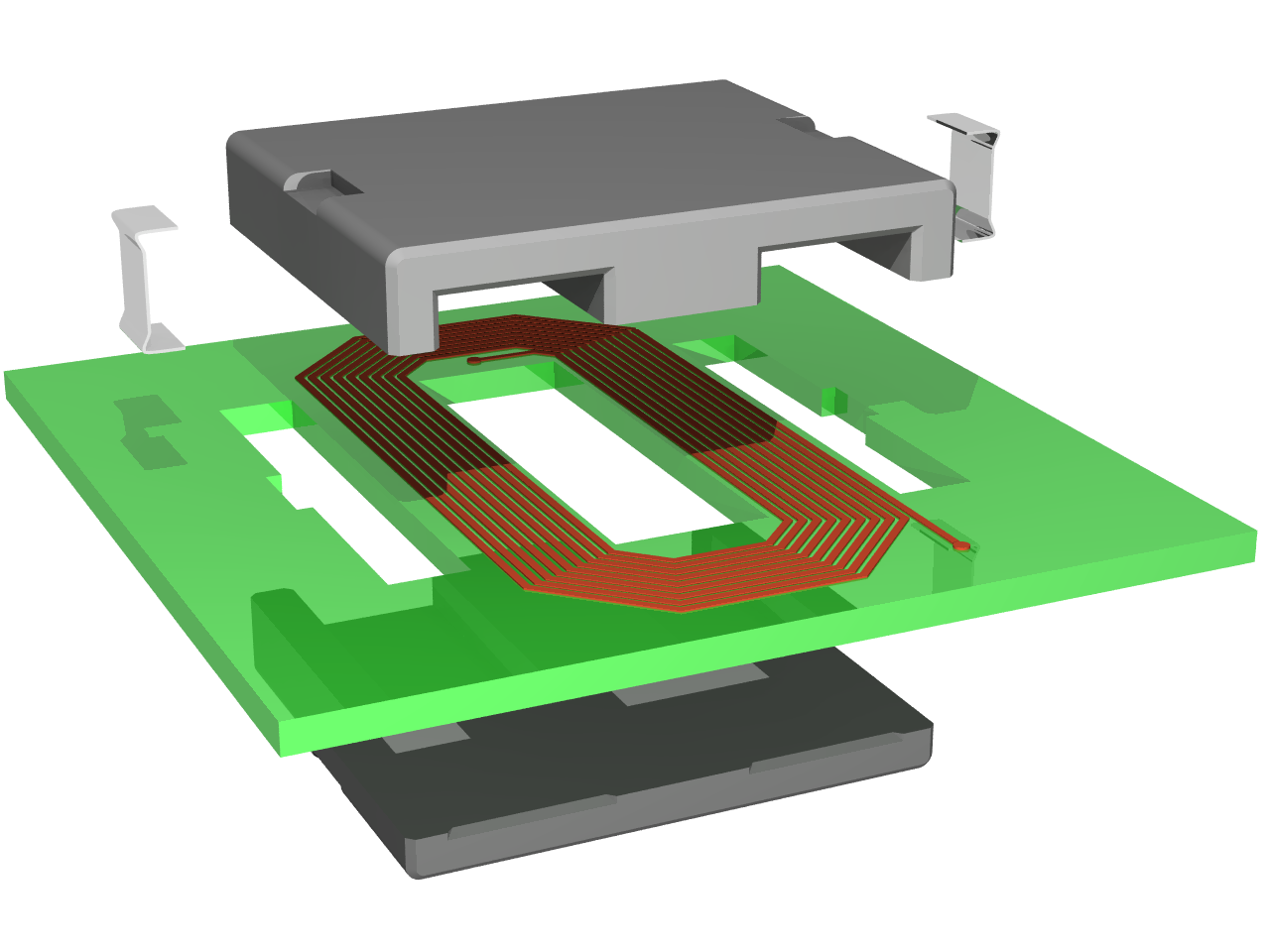
Vista dels elements d'un inductor pla mostrant la pista en espiral que constitueix l'enrotllament feta directament sobre el circuit imprès.

## Pèrdues del nucli
A un transformador o un inductor, una part de la potència que idealment passaria a través del giny es perd en el nucli convertida en calor. Hi ha diverses raons per a aquestes pèrdues:

### Pèrdues per histèresi
Com més gran sigui el cicle d'histèresi del material, major serà la pèrdua per cada cicle. Les pèrdues per histèresi augmenten en augmentar la freqüència en tant que hi ha més cicles per unitat de temps.

### Pèrdues per corrents paràsits
La inducció de corrents paràsits o de Focault al nucli origina pèrdues. Si s'augmenta la resistència del material del nucli es minimitzen les pèrdues, la laminació és una tècnica per reduir-les.

### Moviment de dominis magnètics
Com que el camp magnètic canvia, alguns dominis magnètics augmenten mentre d'altres disminueixen, es podria dir que les separacions entre els dominis es mouen i aquest moviment absorbeix energia.

## Materials utilitzats als nuclis magnètics

### Acer al silici laminat
El ferro és un material adequat per a fer nuclis magnètics, atès que pot suportar alts nivells de camp magnètic (més de 2,16 tesles a temperatura ambient). Tanmateix, com que és un bon conductor, no pot ser utilitzat en forma nativa: a causa del camp magnètic apareixerien intensos corrents paràsits que es traduirien en grans pèrdues en forma de calor. Per evitar aquests problemes s'utilitzen dues tècniques de manera conjunta, la laminació i l'aliatge del ferro amb silici. (Vegeu també acer al silici.)

#### Laminació
Els nuclis magnètics laminats es fan amb làmines de ferro primes i aïllades. Aquesta tècnica permet que el nucli magnètic sigui equivalent a molts circuits magnètics individuals, de manera que cadascú rep només una petita part del flux magnètic (atès que la seva secció és una fracció de la secció total del nucli). A més, aquests circuits tenen una resistència elèctrica que és més gran que si el nucli no fos laminat, també a causa de la seva secció més reduïda. A partir d'això es pot deduir que com més primes siguin les làmines més petits seran els corrents paràsits.

#### Aliatge amb silici
Una petita addició de silici al ferro (al voltant d'un 3%) comporta un enorme augment, més de tres vegades, de la resistivitat. Un increment addicional afecta negativament les propietats mecàniques de l'acer.
Hi ha tipus d'acer al silici: el de gra orientat (GO) i el de gra no orientat (GNO); el primer (GO), és el més indicat per als nuclis magnètics atès que és anisotròpic i ofereix millors propietats magnètiques en una determinada direcció que el de tipus GNO. Com que als inductors i transformadors el camp magnètic és estàtic als nuclis (en comparació als motors elèctrics), és possible utilitzar acer GO en l'orientació adequada.

### Ferrocarbonil
El nuclis fets de pols de ferrocarbonil, un ferro de gran puresa, presenten una gran estabilitat dels paràmetres en un ampli interval de nivells de temperatura i flux magnètic, amb un factor Q excel·lent per freqüències entre 50 kHz i 200 MHz. La pols de ferrocarbonil és composta essencialment per micropartícules esfèriques de ferro envoltades d'una pel·lícula aïllant. Això és equivalent a un circuit magnètic laminat a escala microscòpica (vegeu més amunt el nucli d'acer al silici laminat), i en conseqüència s'obté una reducció del corrents paràsits encara més gran.
Aquest tipus de nucli magnètic és molt utilitzat als inductors de banda ampla.

### Pols de ferro
Els nuclis fets de pols de ferro reduït per hidrogen tenen una permeabilitat més gran però un factor Q més petit. S'utilitzen especialment als filtres per interferències electromagnètiques i en bobines d'inductància de baixa freqüència, sobretot en fonts d'alimentació commutades

### Ferrita
La ferrita s'utilitza en aplicacions d'alta freqüència, és un material que pot ser manipulat en un ampli ventall de paràmetres.